# Fidena aurifasciata
Fidena aurifasciata är en tvåvingeart som beskrevs av Günther Enderlein 1925. Fidena aurifasciata ingår i släktet Fidena och familjen bromsar. Inga underarter finns listade i Catalogue of Life.